# Model View Update
Model-View-Update (MVU, englisch für Modell-Präsentation-Aktualisierung) ist ein Entwurfsmuster in der Softwareentwicklung, welches der Programmiersprache Elm entstammt.

## Architektur
MVU besteht aus drei Komponenten:
Modell
repräsentiert den Zustand der Anwendung.
View
transformiert den Zustand in eine Ausgabe (z. B. HTML).
Update
aktualisiert den Zustand der Anwendung durch Manipulation des Modells.

## Implementierungen
Elm
- Elm. Abgerufen am 23. April 2018 (englisch).

F#, C#
- WebSharper MVU. In: GitHub. Abgerufen am 23. April 2018 (englisch).